# Alpuente
Alpuente là một thị xã ở tỉnh Valencia, cộng đồng tự trị Valencia, Tây Ban Nha.
Thị xã này đã là thủ phủ của một Iberia Muslim taifa hay vương quốc vào thế kỷ 11, trị vì bởi triều Beni Kasim.